# 新渡戸稲造及び内村鑑三の門下生
新渡戸稲造及び内村鑑三の門下生（にとべいなぞう および うちむらかんぞう の もんかせい）は、新渡戸稲造及び内村鑑三の（主に旧制高校での）門下生、及び両名の影響を受けた同時代の著名な人物の一覧を指す。
武田清子は著書で、同じ門下生と言いながら、玉と石との混じり具合を観察して「弟子を以って師匠を計れぬ者の集まり」と断じている。(出典：『植村正久―その思想史的考察』教文館 2001年)

## あ行
- 秋元梅吉
- 浅野猶三郎
- 畔上賢造
- 足立たか
- 天野貞祐
- 有島武郎
- 石川三四郎
- 石黒忠篤
- 石坂泰三
- 岩永裕吉
- 上田辰之助
- 宇佐美毅
- 江原萬里
- 逢坂信忢
- 大塚久雄

## か行
- 神谷美恵子
- 河合栄治郎
- 河井道
- 川西実三
- 黒木三次
- 後藤隆之助
- 近衛文麿

## さ行
- 斎藤勇
- 斎藤宗次郎
- 坂田祐
- 左近允孝之進
- 沢田節蔵
- 沢田廉三
- 鈴木弼美
- 関屋貞三郎
- 相馬愛蔵
- 相馬黒光

## た行
- 高木八尺
- 高柳賢三
- 田島道治
- 田中耕太郎
- 田辺定義
- 塚本虎二
- 鶴見祐輔
- 寺崎英成
- 道正邦彦

## な行
- 中村勝己
- 那須皓
- 南原繁
- 野口英世

## は行
- 藤井武
- 藤林益三
- 星野鉄男

## ま行
- 前田多門
- 前田陽一
- 正宗白鳥
- 松方三郎
- 松前重義
- 松本重治
- 松本烝治
- 三谷隆信
- 三谷隆正
- 森戸辰男
- 森本慶三
- 森本厚吉

## や行
- 矢内原忠雄
- 山梨勝之進
- 吉屋信子
- 好本督